# Aleksandar Jovanović (fotbalist născut în decembrie 1992)
Aleksandar Jovanović (în sârbă Александар Јовановић, pronunțat [aleksǎːndar jǒʋanoʋitɕ, alěksaːn-, - joʋǎː-], (n. 6 decembrie 1992) este un portar de fotbal sârb care joacă pentru Huesca.

## Cariera pe echipe

### Rad
Născut la Niš, Jovanović și-a început cariera de fotbalist profesionist la Rad, pentru care a jucat între anii 2009 și 2014. Între timp a fost împrumutat la Palilulac Belgrad și Palić. El și-a făcut debutul în Superligă sub antrenorul Marko Nikolić, într-un meci împotriva echipei Steaua Roșie Belgrad jucat la 3 martie 2013, când Filip Kljajić a primit cartonașul roșu și Jovanović a intrat de pe bancă. După încheierea sezonului 2013-2014, el a fost al treilea portar al echipei, în urma lui Filip Kljajić și Branislav Danilović. În sezonul 2014-2015 Jovanovic a început ca titular, însă antrenorul Milan Milanovica decis să-l treacă pe banca de rezerve după mai multe meciuri proaste părăsind echipa în timpul pauzei de iarnă.

### Radnički Niš
După ce a jucat pentru o scurtă perioadă de timp pentru Donji Srem, Jovanović a revenit la Radnički Niš, în vara anului 2015 pentru a-l înlocui pe Milan Borjan în poartă. El a semnat un contract pe doi ani cu echipa la care a jucat în cadrul grupelor de copii și juniori. După doar 8 goluri primite în 18 meciuri, Partizan și-a exprimat public interesul pentru el.

### AGF
În vara anului 2016, Jovanović a ajuns în Danemarca și a semnat un contract de patru ani cu AGF. El și-a făcut debutul oficial pentru noul club în sezonul 2016-2017 al Superligii Danemarcei împotriva lui SønderjyskE, jucat la 17 iulie 2016. După o ciocnire cu coechipierul Dino Mikanović în timpul celui de-al patrulea meci din același sezon, împotriva lui Esbjerg, Jovanović a suferit o accidentare la cap și a fost înlocuit. În mai 2017, Jovanović a stabilit un record, 423 minute fără gol primit în Superliga Daneză.

### Huesca
La 28 august 2018, s-a anunțat că Jovanović a semnat un contract de trei ani cu clubul de La Liga SD Huesca.

## Cariera internațională
Jovanović a fost chemat pentru prima dată la Serbiei pentru un meci amical împotriva Rusiei la 5 iunie 2016. În mai 2018 a fost numit în lotul lărgit al Serbiei pentru Campionatul Mondial din 2018 din Rusia.

## Statistici privind cariera

### Club
Până în 28 august 2018 
| Club                         | Sezon         | Campionat        | Campionat | Campionat | Cupă    | Cupă   | Continental | Continental | Altele  | Altele | Total   | Total  |
| Club                         | Sezon         | Divizie          | Meciuri   | Goluri    | Meciuri | Goluri | Meciuri     | Goluri      | Meciuri | Goluri | Meciuri | Goluri |
| ---------------------------- | ------------- | ---------------- | --------- | --------- | ------- | ------ | ----------- | ----------- | ------- | ------ | ------- | ------ |
| Rad                          | 2009–2010     | SuperLiga        | 0         | 0         | 0       | 0      | —           | —           | —       | —      | 0       | 0      |
| Rad                          | 2010–2011     | SuperLiga        | 0         | 0         | 0       | 0      | —           | —           | —       | —      | 0       | 0      |
| Rad                          | 2011–2012     | SuperLiga        | 0         | 0         | 0       | 0      | 0           | 0           | —       | —      | 0       | 0      |
| Rad                          | 2012–2013     | SuperLiga        | 2         | 0         | 0       | 0      | —           | —           | —       | —      | 2       | 0      |
| Rad                          | 2013–2014     | SuperLiga        | 0         | 0         | 0       | 0      | —           | —           | 0       | 0      | 0       | 0      |
| Rad                          | 2014–2015     | SuperLiga        | 7         | 0         | 0       | 0      | —           | —           | —       | —      | 7       | 0      |
| Rad                          | Total         | Total            | 9         | 0         | 0       | 0      | 0           | 0           | 0       | 0      | 9       | 0      |
| Palilulac Belgrad (împrumut) | 2010–2011     | Liga Belgradului | 2         | 0         | —       | —      | —           | —           | —       | —      | 2       | 0      |
| Palić (împrumut)             | 2011–2012     | Liga Voivodin    | 22        | 0         | —       | —      | —           | —           | —       | —      | 22      | 0      |
| Donji Srem                   | 2014–2015     | SuperLiga        | 0         | 0         | —       | —      | —           | —           | —       | —      | 0       | 0      |
| Radnički Niš                 | 2015–2016     | SuperLiga        | 36        | 0         | 3       | 0      | —           | —           | —       | —      | 39      | 0      |
| AGF                          | 2016–2017     | Superliga        | 30        | 0         | 0       | 0      | —           | —           | 4       | 0      | 34      | 0      |
| AGF                          | 2017–2018     | Superliga        | 31        | 0         | 0       | 0      | —           | —           | 1       | 0      | 32      | 0      |
| AGF                          | 2018–2019     | Superliga        | 7         | 0         | —       | —      | —           | —           | —       | —      | 7       | 0      |
| AGF                          | Total         | Total            | 68        | 0         | 0       | 0      | —           | —           | 5       | 0      | 73      | 0      |
| Huesca                       | 2018–2019     | La Liga          | 0         | 0         | 0       | 0      | —           | —           | —       | —      | 0       | 0      |
| Total carieră                | Total carieră | Total carieră    | 137       | 0         | 3       | 0      | 0           | 0           | 5       | 0      | 145     | 0      |

1. ↑  Meciuri în Play-offul de retrogradare
2. ↑  Meci în play-off-ul pentru un loc în competițiile UEFA

### La națională
Până în 15 noiembrie 2016
| Serbia | Serbia  | Serbia |
| An     | Meciuri | Goluri |
| ------ | ------- | ------ |
| 2016   | 1       | 0      |
| Total  | 1       | 0      |